# The Anniversary Party
Pour plus de détails, voir Fiche technique et Distribution.
The Anniversary Party ou Soirée d'Anniversaire au Québec, est un film réalisé par Jennifer Jason Leigh et Alan Cumming, sorti en 2001.

## Synopsis
Sally Nash et Joe Therrian forment un couple hollywoodien qui célèbre leurs six ans de mariage peu après une période de séparation.
Pendant leur soirée de fête, les charades sont, au début, au rendez-vous.
Plus tard dans le film, la drogue fait son apparition et des secrets sont révélés, des accusations sont portées et des couples se détériorent peu à peu.
Ce film représente la dernière apparition de Phoebe Cates.

## Fiche technique
- Titre : The Anniversary Party
- Titre québécois : Soirée d'Anniversaire
- Réalisation, scénario et producteurs : Alan Cumming et Jennifer Jason Leigh
- Musique : Michael Penn
- Directeur de la photographie : John Bailey
- Montage : Carol Littleton et Suzanne Spangler
- Box-office  États-Unis : 4 047 329 dollars[1]
- Box-office  France : 51 226 entrées[2]
- Box-office  Mondial : 4 931 888 dollars[1]
- Genre : Comédie dramatique
- Société de production : Fine Line Features
- Pays :  États-Unis
- Durée : 115 minutes
- Dates de sortie en salles : 
  -  France : 15 mai 2001 (Festival de Cannes) • 23 mai 2001
  -  États-Unis : 8 juin 2001 (sortie limitée) • 24 juin 2001

## Distribution
- Jennifer Jason Leigh (VF : Déborah Perret ; VQ : Aline Pinsonneault) : Sally Nash
- Alan Cumming (VF : Bruno Choel ; VQ : Antoine Durand) :  Joe Therrian
- Denis O'Hare : Ryan Rose
- Mina Badie : Monica Rose
- Kevin Kline (VF : Guy Chapelier ; VQ : Mario Desmarais) : Cal Gold
- Phoebe Cates (VF : Véronique Alycia ; VQ : Hélène Mondoux) : Sophia Gold
- John C. Reilly (VF : Bruno Dubernat ; VQ : Benoit Rousseau) :  Mac Forsyth
- Jane Adams (VQ : Charlotte Bernard) : Clair Forsyth
- John Benjamin Hickey (VF : Gabriel Le Doze ; VQ : François Sasseville) : Jerry Adams
- Parker Posey (VF : Barbara Delsol ; VQ : Anne Bédard) : Judy Adams
- Gwyneth Paltrow (VF : Marie-Laure Dougnac ; VQ : Natalie Hamel-Roy) : Skye Davidson
- Michael Panes (VF : Maurice Decoster) : Levi Panes
- Jennifer Beals (VF : Laure Sabardin ; VQ : Isabelle Leyrolles) : Gina Taylor
- Blair Tefkin : Astrid
- Sadie Frost : Lucy

## Distinctions
- 2001 : Palme dog  pour Otis.